# Soverzene
Soverzene (Soèrden in veneto) è un comune italiano di 361 abitanti della provincia di Belluno in Veneto
. Tra i più piccoli comuni del Veneto per popolazione, è noto soprattutto per la presenza dell'importante Centrale idroelettrica di Soverzene funzionante grazie alla diga che forma il lago artificiale della Val Gallina. Fa parte dell'Unione montana Cadore Longaronese Zoldo.

## Geografia fisica
Il territorio comunale, poco esteso, comprende un'area totalmente montuosa (prealpi Bellunesi) e in gran parte boschiva sulla riva sinistra del Piave. Lo stesso paese capoluogo con la zona industriale (dall'Istat considerate le uniche località abitate) si trova su un ampio e lungo pianoro rialzato di alcune decine di metri rispetto al letto del fiume.
Come già accennato, il comune comprende anche la porzione meridionale della Val Gallina con l'omonimo lago artificiale. Si tratta questa di una valle molto profonda e dai pendii ripidi, da sempre poco adatta all'insediamento umano permanente. La valle termina pressappoco alle pendici del Col Nudo, la cima maggiore delle Prealpi Bellunesi (2.471 m).
L'altitudine massima (2.210 m) è individuata sulla cima del Cimon delle Basilighe (o Cima Degnona) del gruppo del Col Nudo; la minima (383 m) è in corrispondenza del letto del Piave.

## Origini del nome
Secondo Dante Olivieri, il toponimo potrebbe essere composto da una radice so- (forse con il significato di subtu "sotto") e -verzene, derivato da personale *Vergĭna (non documentato, da confrontare con l'etrusco Verginna).

## Storia
Citato per la prima volta nel 1172 (Soverdinum), il paese ha per secoli sofferto le problematiche legate all'isolamento, risolte infine con la costruzione del ponte sul Piave (1929).

### Simboli
Lo stemma e il gonfalone sono stati concessi con DPR del 12 ottobre 1993. Lo stemma si presenta troncato: nella parte superiore è raffigurato su sfondo rosso il leone di San Marco, d'oro, con il libro aperto, con la scritta, in lettere maiuscole, PAX TIBI MARCE, nella prima pagina, EVANGELISTA MEUS, nella seconda; nella parte inferiore, in campo di cielo, un mulino medievale di legno. Il gonfalone è un drappo rettangolare troncato di azzurro e di rosso.

## Monumenti e luoghi d'interesse

### Luoghi di culto
La chiesa, intitolata a San Lorenzo, risale forse al XV secolo ma in seguito subì numerosi rimaneggiamenti; in particolare, alla metà del XVIII secolo fu completamente ricostruita e riconsacrata nel 1864. Conserva, tra l'altro, dipinti di Girolamo Moech e due pale attribuite ad Antonio Bettio. Caratteristico il campanile con il tetto a cipolla. Venne elevata alla dignità di parrocchia solo nel 1975 (dal 1799 era curazia dipendente dalla pieve di Castellavazzo).
Altro luogo di culto si trova in località La Grotta, nei pressi della zona industriale: si tratta di una chiesetta con una riproduzione della grotta di Lourdes costruita all'inizio del Novecento. È il perno della festa della Madonna che prevede anche la celebrazione della messa presso il monumento.
La manifestazione più importante è comunque la sagra di San Lorenzo che si svolge attorno al 10 agosto.

### Luoghi naturali
Il territorio, in gran parte selvaggio e impervio, offre vari spunti per escursioni impegnative. I sentieri del CAI partono dai dintorni del lago di Val Gallina (677 m), raggiungibile in automobile tramite una strada che permette il passaggio di un singolo veicolo per volta, tortuosa e a tratti esposta (si consiglia cautela nel percorrerla).
A sud del paese, sulle pendici orientali del monte Dolada (1.938 m), è possibile praticare free-climbing grazie alla palestra di roccia detta parete dei Falchi o di Soverzene Alta.

## Economia
La piana su cui sorge il paese ha da sempre rappresentato un luogo ideale per l'agricoltura. Tutt'oggi gran parte del territorio è caratterizzato dai campi coltivati, soprattutto a conduzione familiare. È diffuso prevalentemente il granoturco.
Per quanto riguarda l'industria, è da indicare la piccola zona industriale che sorge a nord dell'abitato. Vi operano aziende artigiane e dell'occhialeria.

### La centrale idroelettrica

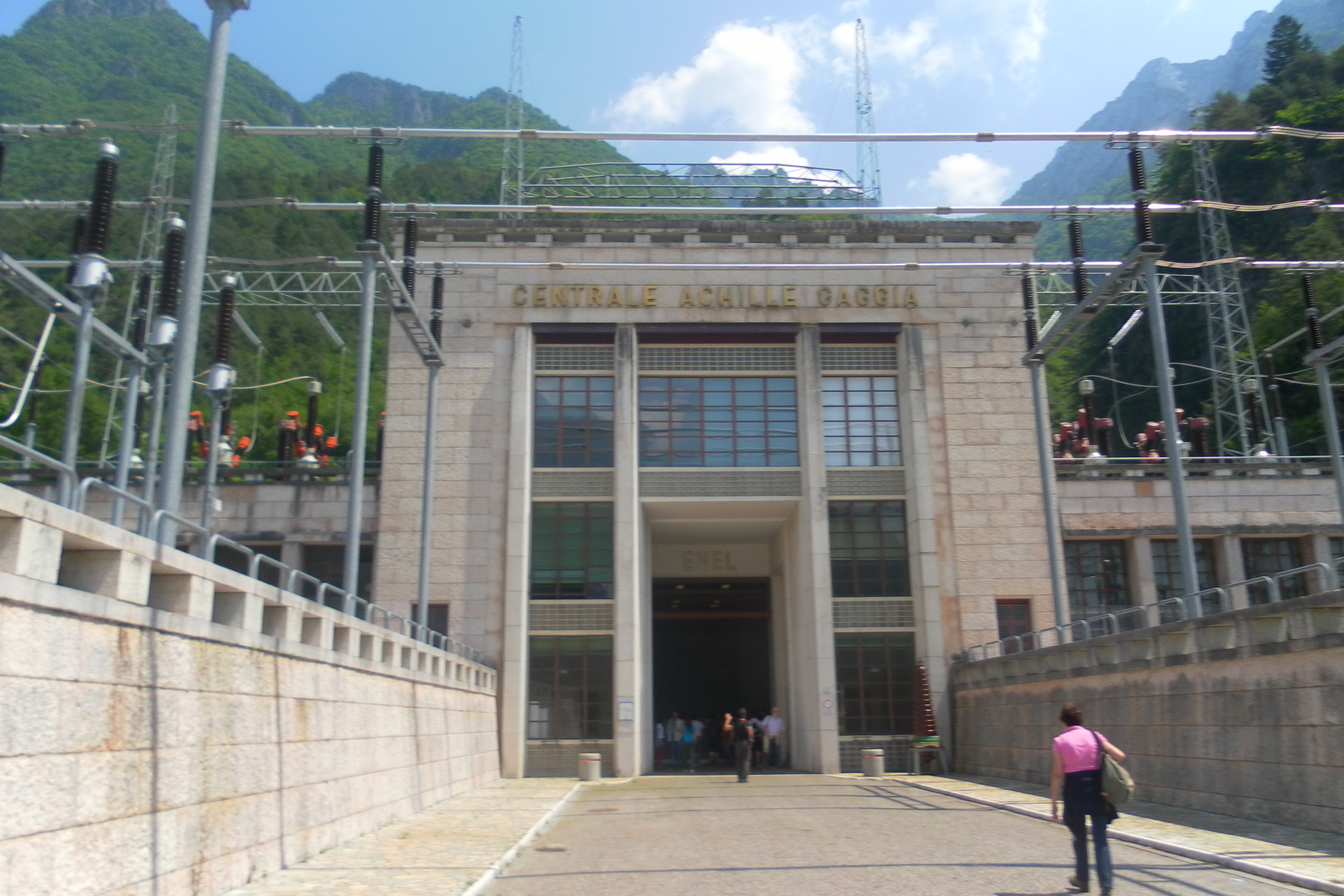
La centrale idroelettrica Achille Gaggia, costruita tra il 1942 e il 1951.

La centrale idroelettrica di Soverzene fu progettata nel 1939 dagli ingegneri Carlo Semenza e Mario Mainardis; il cantiere, avviato nel 1942 e sospeso per eventi bellici, si concluse nel 1951, consegnando allora la più grande centrale in caverna d’Europa.
. I lavori cominciarono nel 1942 ma, interrotti allo scoppio della Seconda guerra mondiale, furono ultimati solo nel 1950, data di entrata in funzione della stessa.
La centrale è intitolata ad Achille Gaggia, allora presidente della SADE ed è uno dei numerosi impianti che sfruttano le acque del bacino del Piave. La centrale utilizza l'acqua del lago di Val Gallina, che viene convogliata attraverso una lunga condotta forzata. Questa sbuca infine formando il canale di Soccher in Comune di Ponte nelle Alpi.
Viene aperta al pubblico durante l'evento Centrali Aperte.

## Società

### Evoluzione demografica
I 422 abitanti rilevati nel 2001, secondo la ripartizione dell'Istat, erano distribuiti tra Soverzene capoluogo (315) e la zona industriale (107); non furono contati abitanti delle case sparse. Fenomeno abbastanza frequente nei piccoli comuni, sono diffusi ampiamente solo quattro cognomi (Bortoluzzi, Burigo, Savi e Tramontin).
Nel 2013 si sono registrati appena 3 nascite (7,3‰) e 6 decessi (14,6‰), con un incremento naturale di -3 unità (-7,3‰). Nello stesso anno le famiglie (174) contavano mediamente 2,3 componenti.
Il 31 dicembre 2013 si sono censiti solo 15 stranieri (3,7% della popolazione totale).
Abitanti censiti

## Cultura

### Istruzione
Erano in funzione una scuola materna e una scuola elementare, chiuse nei primi anni '90. I due edifici ospitano oggi rispettivamente l'ufficio postale e il municipio.

## Amministrazione
| Periodo        | Periodo        | Primo cittadino  | Partito                        | Carica  | Note   |
| -------------- | -------------- | ---------------- | ------------------------------ | ------- | ------ |
| 17 luglio 1985 | 17 giugno 1990 | Felice Burigo    | indipendente                   | Sindaco | [ 11 ] |
| 17 giugno 1990 | 24 aprile 1995 | Gianni Burigo    | PSI                            | Sindaco | [ 12 ] |
| 24 aprile 1995 | 14 giugno 1999 | Vania Burigo     | centro-destra (liste civiche)  | Sindaco | [ 13 ] |
| 14 giugno 1999 | 14 giugno 2004 | Bruno Savi       | lista civica                   | Sindaco | [ 14 ] |
| 14 giugno 2004 | 18 maggio 2011 | Alessandro Savi  | lista civica                   | Sindaco | [ 15 ] |
| 7 maggio 2012  | 12 giugno 2017 | Sabrina Graziani | lista civica Soverzene insieme | Sindaco | [ 16 ] |
| 12 giugno 2017 | 13 giugno 2022 | Gianni Burigo    | lista civica Per Soverzene     | Sindaco |        |
| 13 giugno 2022 | in carica      | Gianni Burigo    | lista civica Per Soverzene.2   | Sindaco |        |